# Винчестерский колледж

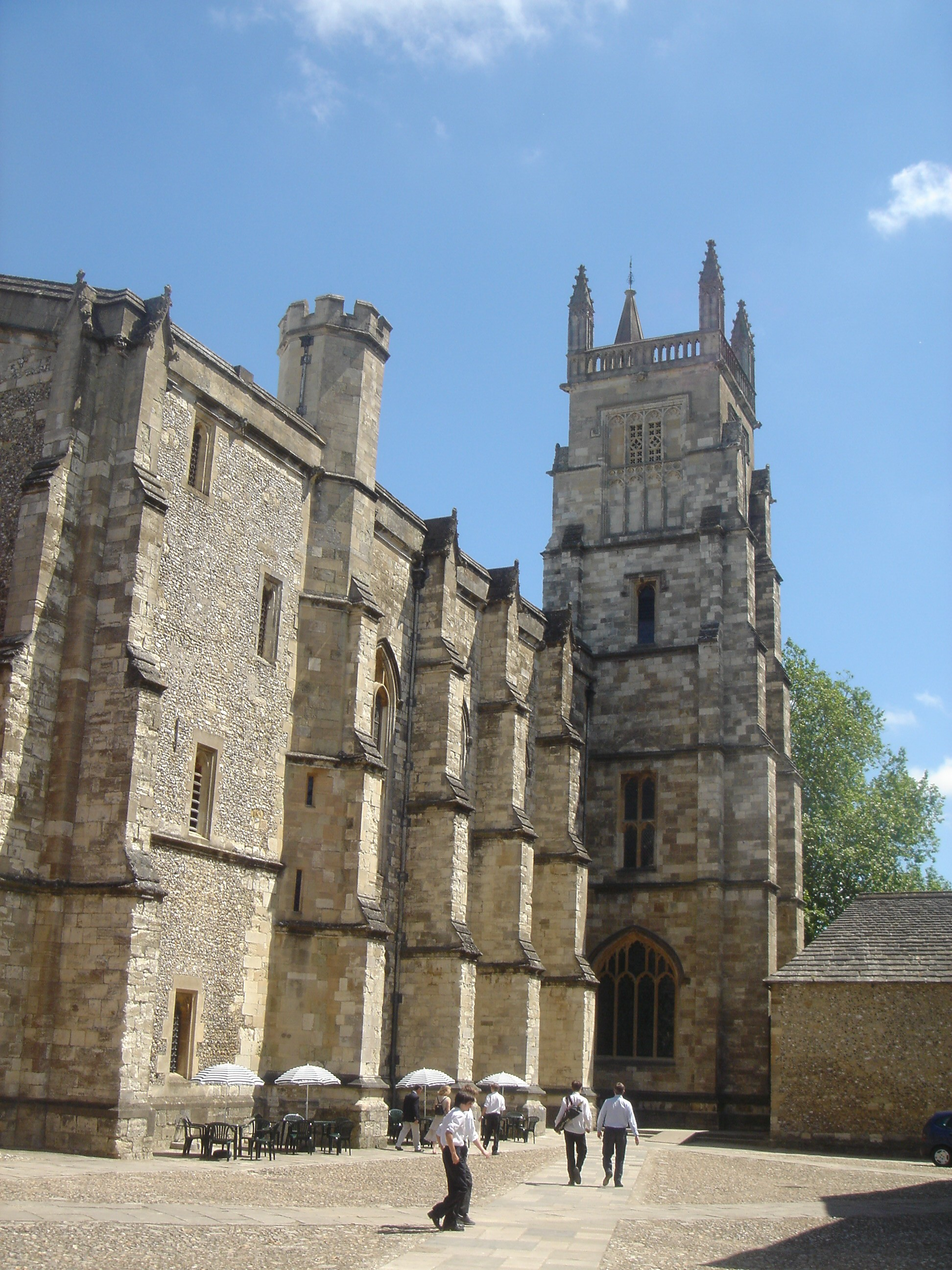

Винчестерский колледж (школа), или Колледж Святой Марии в Винчестере — престижная частная средняя школа-пансион для мальчиков 14-18 лет, находящаяся в городе Уинчестер, в Англии. Одна из старейших, основана в 1382 году епископом Уильямом Уикемом (Уайкхемом) (англ.), также основавшим оксфордский Нью-колледж тремя годами ранее.
Созданная первоначально для выходцев из бедных семей, она стала одной из наиболее престижных.
Официальная религия — англиканство.